# Lunantu
Lunantu es un despoblado que actualmente forma parte del concejo de Villabezana, que está situado en el municipio de Ribera Alta, en la provincia de Álava, País Vasco (España).

## Toponimia
A lo largo de los siglos también ha sido conocido con los nombres de Lulantu, Dulanto y Santa María de Dulanto.

## Historia
Documentado desde 1025, consta como situado entre las localidades de Comunión, Villabezana y Rivabellosa, está documentado desde 1025 y se desconoce cuándo se despobló.
Actualmente sus tierras son conocidas con el topónimo de Dulanto.